# Цветной сектор
«Цветной сектор» — документальный фильм 2018 года, снятый режиссёрами Андреем Татарчуком и Сергеем Четвертным в жанре журналистского расследования.
Премьера состоялась  15 мая 2018 года в московском Центральном доме журналиста. 29 июня фильм был показан в рижской арт-галерее «Happy Art Museum».

## Сюжет
Первая часть фильма посвящена событиям 1991 года в Латвии, о которых подробно рассказывают командир Рижского ОМОНа Чеслав Млынник, депутат Верховного Совета Латвийской ССР (1990–1991) Виктор Алкснис, политолог Владимир Симиндей, генеральный прокурор Латвии Эрик Калнмейерс, сотрудник рижской милиции Александр Жгун, мэр Риги в 1991 году Альфред Рубикс , а также Дмитрий Линтер, Войтех Филип, Юозас Ермалавичюс. В фильме поднимается вопрос, как погибли кинооператоры Андрис Слапиньш и Гвидо Звайгзне, а также загадочная смерть Юриса Подниекса.
Во второй части фильма Андрей Манойло, Дмитрий Линтер, Джефф Монсон и Чеслав Млынник рассказывают о технологиях государственных переворотов, имеющих аналогию с 1991 годом, когда из состава СССР начали выходить Прибалтийские республики. Джефф Монсон прогнозирует рост массовых беспорядков в США. 

## Участники фильма
- Чеслав Млынник
- Виктор Алкснис
- Владимир Симиндей
- Эрик Калнмейерс
- Александр Жгун
- Альфред Рубикс
- Дмитрий Линтер
- Войтех Филип
- Юозас Ермалавичюс
- Андрей Манойло
- Джефф Монсон

## Критика
Фильм получил неоднозначные отзывы критиков и журналистов.
По мнению ведущего передачи «Nekā personīga» на канале «TV3 Латвия», создатели фильма «Цветной сектор» фактически обвинили бывшего командующего Национальными вооруженными силами Латвии Раймонда Граубе в причастности к убийству в 1991 году Андриса Слапиньша и Гвидо Звайгзне.
Оперативная рабочая группа по стратегическим коммуникациям включила фильм в свой очередной отчёт о фейках и пропаганде в Европейском союзе.
Посол Латвии в НАТО Индулис Берзиньш во время выступления на встрече Совета Россия-НАТО отметил, что выраженное в фильме является полным бредом, и эта позиция неприемлема для Латвии. «Я объяснил, что, будучи в то время заместителем руководителя фракции Народного фронта, хорошо знал, что происходит, и что никаких решений о провокационных действиях со стороны Народного фронта или сторонников независимости даже не обсуждалось, не говоря уже о том, что у нас не было возможности создать какое-то специальное подразделение, которое бы провело такого рода операцию», — сказал Берзиньш.
Сергей Четвертной о фильме: «У нас была идея использовать фрагмент передачи „Политический перископ“, в котором Дмитрий Ермолаев говорит, что у него есть запись разговора с одним из высших офицеров Латвийской армии. В записи говорится о том, что стрелял из снайперской винтовки в том числе и Раймонд Граубе. Но мы от этой идеи сразу отказались, так как это было бы не художественно. А передача „Nekā personīga“, возможно, взяла фрагмент этой передачи из моей личной странички на Facebook и использовала материалы для своего репортажа о фильме».